# Sue Gardner
Sue Gardner, född 11 maj 1967 i Bridgetown på Barbados, är en kanadensisk journalist. Från 3 december 2007 till 30 maj 2014 var hon VD för Wikimedia Foundation i San Francisco. Hon har arbetat som radio- och TV-journalist och ledde tidigare webbsajten och nyheterna online för CBC.

## Biografi
Gardner växte upp i Kanada, där hon 1990 tog examen i journalistik vid Ryerson University. Hon började därefter på CBC Radio One, på det internationellt sända nyhetsprogrammet As it happens. Hon var reporter, producent och dokumentärmakare i mer än tio år, både för CBC och för Newsworld International. Hennes fokus låg på populärkultur och samhällsfrågor, inklusive hur media agerade under Kuwaitkriget.
Senare övergick hon till CBC och i mars 2006 tog hon över jobbet som chef för avdelningen för nya medier, som utvecklade webbplatsen CBC.ca.
Under Gardners tid vann CBC.ca flera internationella priser och blev Kanadas mest populära nyhetssajt. Hon har också jobbat med British Broadcasting Corporation och National Public Radio.
Gardner är medlem i Online News Association, the Society for News Design, Women in Film and Television, the Canadian Association of Journalists och Canadian Women In Communications.

### Wikimedia Foundation
I maj 2007 slutade Gardner på CBC, och började kort därefter som konsult för Wikimedia Foundation. Hennes område var framför allt organisationsstruktur. Mitt i Wikimedia Foundations insamlingskampanj, i december 2007, anställdes Gardner som stiftelsens VD. Hon efterträdde då Brad Patrick som varit interims-VD, såväl som Wikimedia Foundations juridiska ombud.
Gardner ledde från september 2007 Wikimedia Foundations flytt från Saint Petersburg, Florida till San Francisco, och såg till att kontoret fick fler anställda (från 8 stycken 2007 till över 30 stycken 2010).
I oktober 2009 utnämnde nättidningen Huffington Post Sue Gardner till en av de tio mest inflytelserika personerna i media under 2009 för arbetet med Wikimedia.
2013 annonserade Gardner att hon skulle avgå som VD från Wikimedia Foundation. 1 juni 2014 efterträddes hon som VD av Lila Tretikov och fortsatte därefter som stöd till den nya VD:n till slutet av maj 2016.